# Anne Dudley
Anne Dudley (Chatam, Anglaterra, 7 de maig de 1956) és una compositora de música pop i per al cinema, guanyadora l'any 1997 d'un Oscar per The Full Monty.
Ella va ser, el 2001, la primera compositora en Associació de la BBC Concert Orchestra. Abans de dedicar-se al cinema, va formar part del grup pop Act of Noise i va treballar com a arranjadora musical. A més de més de vint partitures de música per a pel·lícules, el 2012 va exercir com a productora musical per a la versió cinematogràfica de Les Misérables.

## Filmografia
- Elle (2016)
- Black Book (2006)
- Perfect Creature (2006)
- Tristan + Isolde (2006)
- Zwartboek (2006)
- Whatever Love Means (2005)
- Bright Young Things (2003)
- The Key (2003)
- A Man Apart (2003)
- The Human Body (2001)
- Lucky Break (2001)
- Monkeybone (2001)
- Tabloid (2001)
- The Miracle Maker (2000)
- The 10th Kingdom (2000)
- Donovan Quick (1999)
- Pushing Tin (1999)
- American History X (1998)
- The Full Monty (1997)
- Gentlemen Don't Eat Poets (1995)
- Hollow Reed (1995)
- The Sadness of Sex (1995)
- When Saturday Comes (1995)
- Felidae (1994)
- Kavanagh QC (1994)
- Anna Lee (1993)
- Joc de llàgrimes (1992)
- Knight Moves (1992)
- The Miracle (1991)
- The Pope Must Die (1991)
- Jeeves and Wooster (1990)
- The Mighty Quinn (1989)
- Say Anything... (1989)
- Silence Like Glass (1989)
- Wilt (1989)
- Buster (1988)
- Disorderlies (1987)
- Hiding Out (1987).